# HD 76728
HD 76728, eller c Carinae, är en blåvit ljusstark jätte i stjärnbilden Kölen.
Stjärnan har visuell magnitud +3,80 och väl synlig vid normal seeing. Den befinner sig på ett avstånd av ungefär 320 ljusår